# Dictyna terrestris
Dictyna terrestris là một loài nhện trong họ Dictynidae.
Loài này thuộc chi Dictyna. Dictyna terrestris được James Henry Emerton miêu tả năm 1911.